# Sweat box

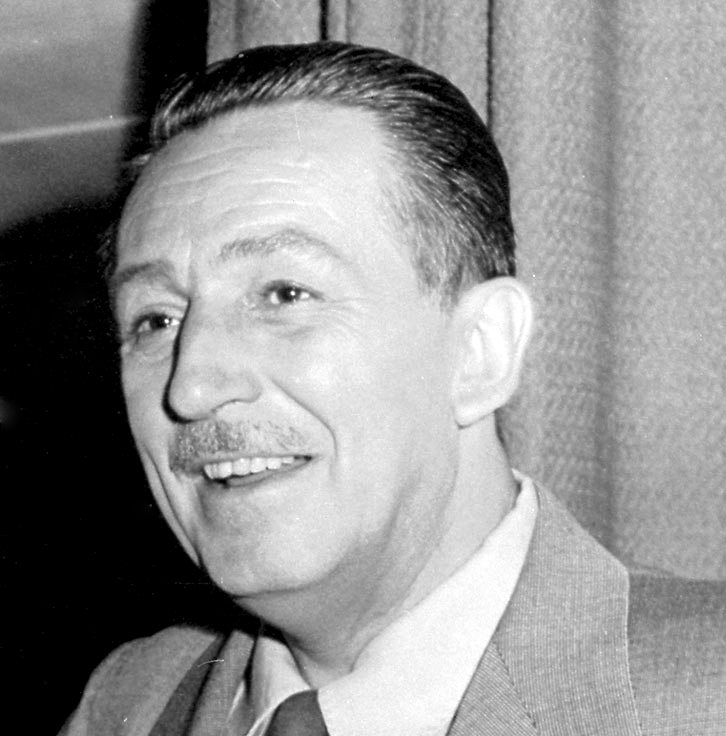
Walt Disney, alla cui cerchia lavorativa è fatta risalire l'origine dell'espressione

La Sweat box (in italiano, palco del sudore), nell'industria dell'animazione, è l'equivalente della prima stampa nel cinema. Attualmente, quando una scena animata è stata approvata dal direttore dell'animazione, viene mandata al video editing. Il video editor inserisce la scena nella bobina per poterla vedere nel contesto delle altre scene. Il direttore visiona la bobina e accorda la sua approvazione per la scena, o chiede che vengano apportate modifiche.
Poiché è di cruciale importanza per la troupe essere al corrente delle modifiche richieste o dell'approvazione accordata, a una sessione nella sweat box partecipano solitamente i produttori, lo staff di produzione, e i capi dipartimento. Alcune volte può essere chiamato a far parte della seduta l'animatore che responsabile di una determinata in modo da ricevere direttamente dal direttore le istruzioni sulle modifiche che devono essere fatte.

## Origine del termine
Da Producing Animation di Catherine Winder e Zahra Dowlatabadi, Focal Press 2001, ISBN 0240804120: